# Paragonimíase
Paragonimíase é uma infecção parasitária (verminose) que afeta os pulmões causada por vermes da dez espécies de Paragonimus. É transmitida pelo consumo de crustáceos. Estima-se que infecta 22 milhões de pessoas anualmente no mundo. É particularmente comum no Extremo Oriente. As infecções podem persistir durante 20 anos nos seres humanos. Porcos, cães e  felinos também pode ser infectados por P. westermani.

## Causa
Na América Latina a espécie responsável é o Paragonimus mexicanus e na África o P. africanus. É transmitido pelo consumo de mariscos crus ou cozidos apenas em vinagre, salmoura ou vinho. Cozinhar em água fervendo mata a cercária (forma infecciosa do verme). Caranguejos ou lagostas também são usados em práticas de medicina tradicional na Coreia, Japão e África podendo ser fonte de contágio.

## Sinais e sintomas
Entre 2 a 15 dias após a infecção de primeira fase, pode ser sem sintomas (20% dos casos), ou caracterizada por:
- Diarreia,
- Náusea,
- Febre baixa,
- Desconforto ao respirar,
- Dor torácica,
- Sudorese.

Essa fase pode durar semanas e geralmente é autolimitada (cura mesmo sem tratamento). A segunda fase, pulmonar, é caracterizada por:
- Meses de tosse com catarro,
- Desconforto ao respirar ou Dispneia,
- Tosse com sangue.

Essa fase pode ser confundida com tuberculose e também formar cistos e abcessos em outros órgãos como fígado, baço, rins e cérebro causando outros sintomas específicos do local afetado.

## Epidemiologia
É mais comum no Extremo Oriente, no Peru e na Nigéria, locais onde é mais comum comer crustáceos pouco cozidos. Menos comum no resto da América Latina e África.

## Tratamento
O antiparasitário de primeira linha para tratar paragonimíase é praziquantel (90% de cura), mas bitionol e triclabendazol também podem ser utilizado (mas tem mais efeitos colaterais). Abcessos e cistos fora dos pulmões podem ser removidos cirurgicamente.